# 班尼特翼龍
班尼特翼龍（屬名：Bennettazhia）是翼龍目的一屬，原本在1928年被查爾斯·吉爾摩（Charles Gilmore）命名為俄勒岡無齒翼龍（Pteranodon oregonensis）。
班尼特翼龍的正模標本（編號MPUC V.126713）是一個肱骨、兩節瘉合的背椎、某些不明位置的斷裂關節，發現於美國俄勒岡州的惠勒郡，屬於哈得斯佩斯組（Hudspeth Formation），地質年代相當於白堊紀晚期的阿爾比階。班尼特翼龍的外狀可能類似夜翼龍，但體型較大。
在1989年，克里斯多福·班尼特（Christopher Bennett）提出這些化石應該屬於神龍翼龍科，而非無齒翼龍科。在1991年，俄羅斯古生物學家Lev Nessov將這些化石命名為新屬，班尼特翼龍（Bennettazhia）。屬名是以克里斯多福·班尼特為名，azh在烏茲別克語意為「龍」，目前是神龍翼龍科的學名常見字根。在1994年，班尼特提出不同意見，認為牠們屬於準噶爾翼龍科。沃爾赫費爾(1991)、Peters(1997)、Kellner(2003)、以及昂文(2003)則認為班尼特翼龍是翼手龍亞目的一個分類不明屬。
肱骨的長度為18.3公分，沒有遭到擠壓變形，這在翼龍類中相當少見，因此可供研究人員分析其骨頭結構在2007年，美國生物學家Michael Habib利用電腦斷層掃描分析班尼特翼龍的正模標本。肱骨的骨璧薄，內部為海綿狀的空間，屬於海綿骨（Cancellous bone），骨頭輕型、結構強。Habib藉此提出翼龍類的手臂骨頭結構堅強，因此大型翼龍類可以採彈射方式而起飛。這項有助於某些翼龍類的分類。具有延長三角嵴（Deltopectoral crest）的肱骨相當筆直。準噶爾翼龍科。神龍翼龍超科都具有這項特徵，但只有後者具有相當薄的骨璧。Habib認為班尼特翼龍屬於神龍翼龍超科。

## 外部連結
- The Pterosaur Database (pdf)